# Lac de Mediano
Le lac de Mediano, en espagnol embalse de Mediano, est un lac de barrage espagnol situé dans la province de Huesca en communauté autonome d'Aragon, sur la rivière Cinca, un sous-affluent de l'Èbre, par le Sègre. 

## Géographie

### Topographie
Situé sur le versant sud des Pyrénées, ou Pyrénées espagnoles, dans la vallée du Cinca. D'une orientation longiligne de nord-ouest à sud-est, le lac prend une forme en croix renversée, des « lobes » latéraux se développant près de son extrémité sud-est. Il se trouve à une altitude d'environ 500 m, possède une longueur de 6 à 7 km pour une largeur maximale de 2 à 3 km (dépend fortement des saisons). Il surplombe en amont le lac de El Grado.

### Hydrographie

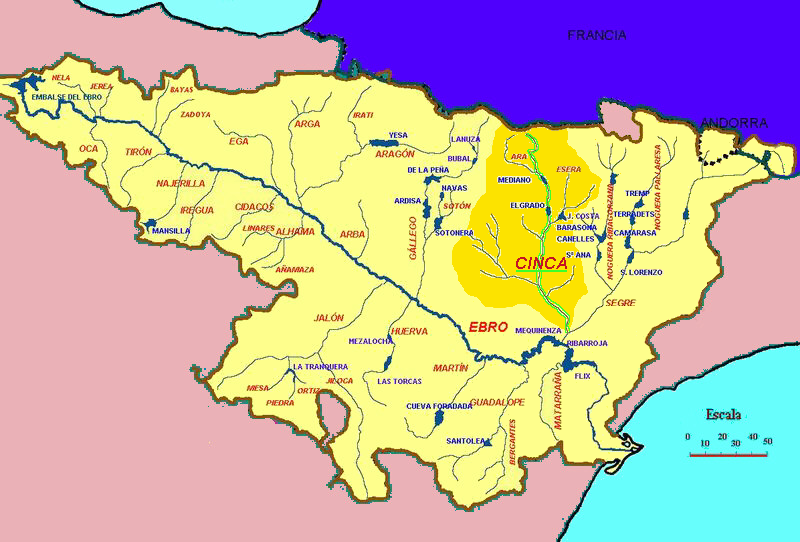
Situation du lac de Mediano dans le bassin de la Cinca et de l'Èbre

Le lac est une retenue d'eau artificiel sur le haut court de la rivière Cinca. Ses eaux proviennent donc de ce cours ainsi que de celui de l'Ara, tous deux issus des hauts-sommets pyrénéens ou de la ligne de partage des eaux entre la France et l'Espagne. Le lac est orienté nord-ouest vers sud-est, et ses eaux coulent dans la direction sud-est, en se jetant dans le bassin de la Cinca, qui rejoint ensuite celui du Sègre, puis de l'Èbre, et enfin la Méditerranée.
Le régime du lac est essentiellement nival, c'est-à-dire qu'il se remplit au printemps, à la fonte des neiges, son niveau le plus bas étant à la fin de l'été. Il peut ainsi alors reculer de plusieurs centaines de mètres dans sa partie nord, laissant apparaitre les ruines de l'ancien village de Mediano. 
Le barrage, ou embalse en espagnol, est le premier d'une suite de trois barrages sur le cours de Cinca (dont l'Embalse de El Grado), visant à approvisionner en électricité les villages de la vallée.

## Histoire

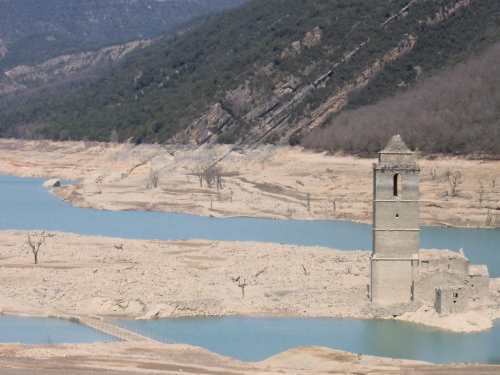
L'église de Mediano émergée dans une période de basses eaux du lac.

Le lac, destiné à alimenter une centrale hydro-électrique, terminé en 1973, couvre 1714 hectares et a noyé cinq villages, dont celui de Mediano. Seul le clocher de l'église en dépasse, constituant une curiosité locale et un site de plongée sous-marine.